# Baeotis
Baeotis es un género de mariposas de la familia Riodinidae.

## Descripción

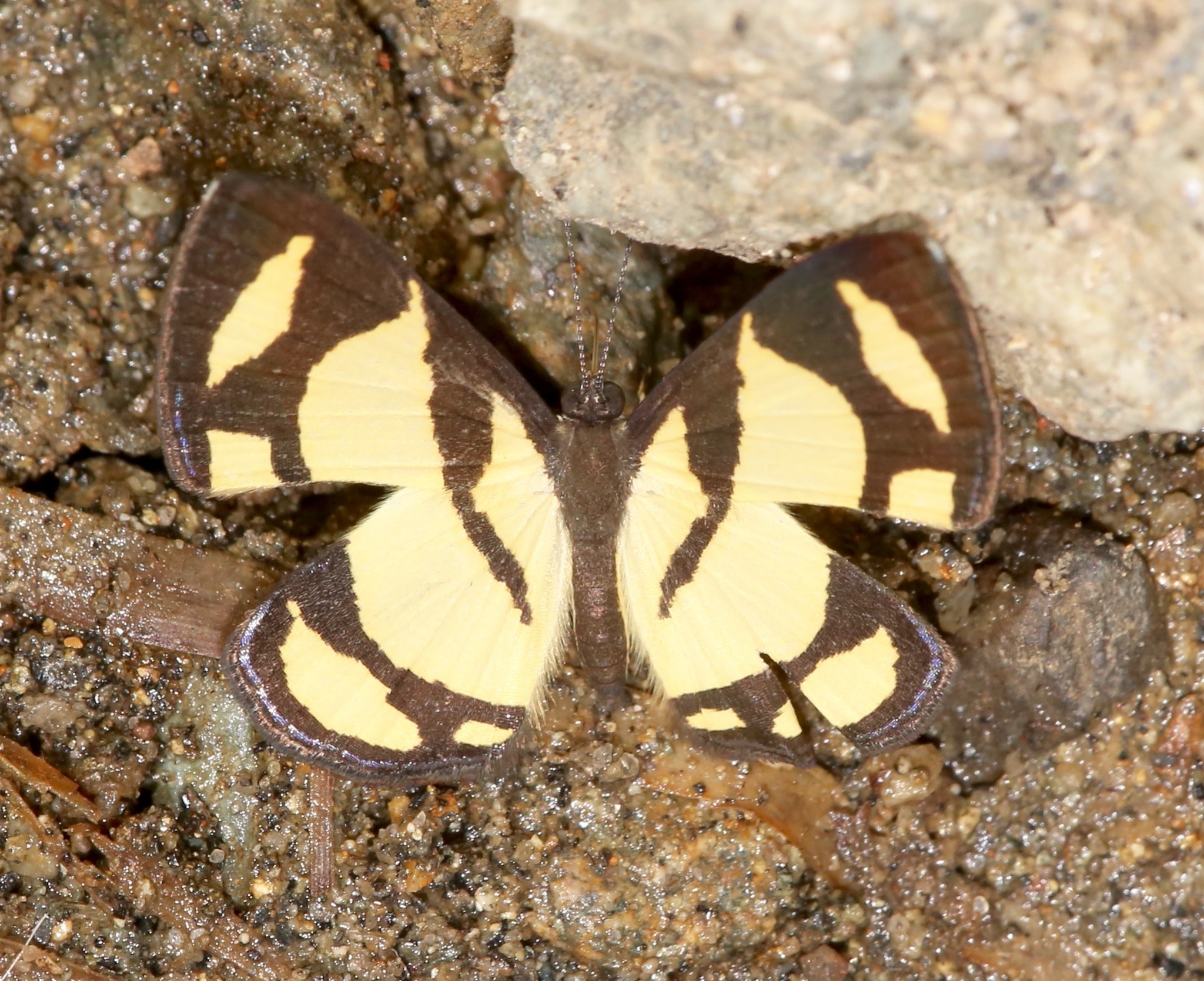
Ejemplar de Baeotis zonata en Colombia

La especie tipo es Baeotis hisbaena Hübner, 1819, según designación posterior realizada por Scudder en 1875.

## Diversidad
Existen 20 especies reconocidas en el género, todas ellas tienen distribución neotropical.